# Луначарский, Михаил Васильевич
Михаил Васильевич Луначарский (15 [27] июля 1862, Чернигов — 15 марта 1929, Москва) — русский оперный певец (бас-баритон). Старший брат Анатолия Васильевича и Платона Васильевича Луначарских.

## Биография
Родился 15 (27) июля 1862 года в Чернигове — сын судебного деятеля Полтавской губернии (начавшего службу в окружном суде в 1868 году), действительного статского советника Василия Федоровича Луначарского.
Среднее образование получил в Полтавской гимназии; в 1884 году окончил юридический факультет Московского университета со званием действительного студента, после чего служил в различных министерствах, одновременно музицируя. В 1891 году был произведён в титулярные советники, с 1894 года — коллежский асессор; в 1906 году в чине статского советника занял должность делопроизводителя в «Отделе по отчуждению имуществ» при канцелярии министра путей сообщения.
С 1891 года обучался пению в Петербургской консерватории (преподаватели С. Габель и К. Эверарди). М. В. Луначарский стал одним из организаторов и руководителей Петербургского общества музыкальных собраний, принимая активное участие в концертах общества и участвуя в просветительных и научных музыкальных изданиях, которыми оно занималось.
Много концертировал, исполняя романсы и сольные партии в ораториях («Страсти по Матфею» И. С. Баха, «Павел» и «Илия» Ф. Мендельсона, «Песнь о колоколе» М. Бруха).
Композитор А. Глазунов посвятил ему романс «Если хочешь любить» (текст А. Коринфского, 1898), а  Н. Римский-Корсаков — романс «Медлительно влекутся дни мои» (слова А. Пушкина, 1895).
6 апреля 1895 года в Панаевском театре (Санкт-Петербург) выступил в партии Юрия Токмакова в 3-й редакции оперы «Псковитянка» (спектакль ставился участниками С.-Петербургского общества музыкальных собраний), став таким образом первым исполнителем партии в третьей редакции.
28 ноября 1896 года в Большом зале Санкт-Петербургской консерватории выступил в партии Бориса Годунова в первом исполнении оперы «Борис Годунов» в редакции Н. А. Римского-Корсакова (дирижировал сам Римский-Корсаков), став таким образом первым исполнителем партии в этой редакции. Известен одобрительный отзыв Ф. И. Шаляпина об исполнении М. В. Луначарским роли Бориса Годунова.
Партнеры по сцене: Н. Забела-Врубель, Н. Кедров, Г. Морской, Ф. Стравинский, Ф. Шаляпин. Пел под управлением М. Гольденблюма, И. А. Давидова, Н. А. Римского-Корсакова.
Закончил сценическую деятельность в 1914 году. Профессиональным артистом по неясным причинам он так и не согласился. На государственной службе был произведён 22 марта 1915 года в действительные статские советники и был отмечен наградами: орденами Св. Станислава 2-й ст. (1891), Св. Анны 2-й ст. (1894) и Св. Владимира 4-й ст. (1903).
Коллекционировал книги по искусству. По политическим взглядам — кадет.
Последние годы жизни провёл главным образом в деревне, в Полтавской области. Скончался в Москве 15 марта 1929 года.

## Оперные партии
- Онегин (Евгений Онегин)
- Шакловитый (Хованщина)
- Светлейший («Черевички»)
- Юрий Токмаков («Псковитянка», 3-я ред., первый исполнитель),
- Борис Годунов («Борис Годунов», ред. и инструментовка Н. Римского-Корсакова, первый исполнитель).
- Фадладин («Фераморс» А. Рубинштейна)
- Сальери («Моцарт и Сальери»)
- Дон Жуан («Дон Жуан»).

## Семья
В 1885 году венчался с Любовью Степановной Еремеевой в Никольском храме в Гнездниках. Их дети: Ольга (1889—?), Александр (1891—?), Георгий (1894—?), Лев (?—1979).